# Сенде, Бела
Бела Сенде (настоящие имя и фамилия — Бела Фруммер) (венг. Béla Szende}; 4 мая 1823, Лугож — 18 августа 1882) — австро-венгерский политический и государственный деятель, Министр обороны гонведа Транслейтании (министр обороны венгерской части империи).

## Биография

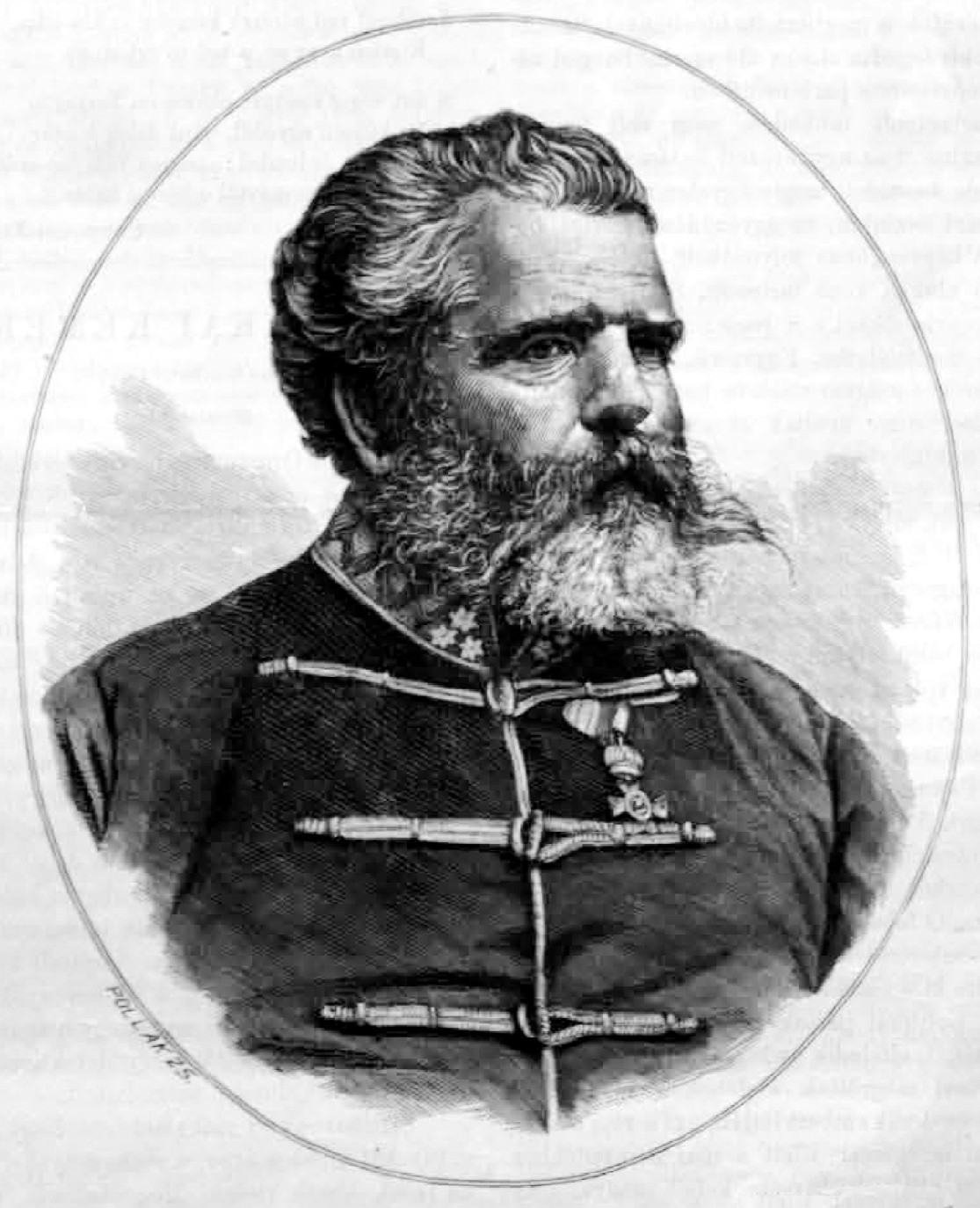
Бела Сенде. 1882 г.

Изучал право в университете Будапешта. В 1840-х годах работал юристом, был главным прокурором в жупании Карашка.
Участник революции 1848—1849 годов в Венгрии. В чине капитана принимал участие в нескольких сражениях (при Тарцале, Ишасеге и др.).
После подавления революции занимался сельским хозяйством в своих имениях.
В 1865—1868 был избран членом парламента.
После заключения австро-венгерского соглашения 1867 года работал в качестве консультанта в Министерстве обороны гонведа Транслейтании. Был членом либеральной партии.
Премьер-министр Транслейтании Йожеф Слави назначил его министром обороны. В должности министра военного ведомства находился до конца своей жизни.

## Награды
- Орден Железной короны I класса
- Королевский венгерский орден Святого Стефана 3 степени